# Fiorino caraibico
Il fiorino caraibico (in olandese Caribische gulden, in papiamento Florin karibense) è la valuta di Curaçao e Sint Maarten dal 31 marzo 2025, quando ha rimpiazzato il vecchio Fiorino delle Antille Olandesi. Il fiorino è suddiviso in 100 cent (plurale cent).

## Storia
In seguito alla dissoluzione delle Antille Olandesi nel 2010-2011 ed il passaggio delle Isole BES al dollaro statunitense (USD), le rimanenti due isole (Curaçao e Sint Maarten, assurte al rango di nazioni costitutive del Regno dei Paesi Bassi) decisero invece di creare una nuova valuta comune, comunque legata al dollaro statunitense.
In tal senso infine, il 31 marzo 2025, in attuazione della decisione ufficiale del 2020 della Banca Centrale responsabile per le due entità, già posticipata varie volte per colpa di contingenze esterne, alla valuta è stato ufficialmente dato corso legale, sebbene sia stato predisposto un periodo di transizione per il Fiorino delle Antille Olandesi fino al 30 giugno dello stesso anno ed un termine ultimo di conversione fino al 2055.